# Lindernia niamniamensis
Lindernia niamniamensis é uma espécie botânica do gênero Lindernia pertencente à família Linderniaceae.